# Los Paltos de Anchalay
Los Paltos de Anchalay es un caserío peruano ubicado en el distrito de Jililí, perteneciente a la provincia de Ayabaca del departamento de Piura, al norte del Perú. 

## Ubicación
Los Paltos de Anchalay se ubica al norte de la provincia de Ayabaca, en el distrito de Jililí, en el departamento de Piura.

## Demografía
En 2017 Los Paltos de Anchalay tenía una población de 105 habitantes.
| Gráfica de evolución demográfica de Los Paltos de Anchalay entre 1993 y 2017 |
|                                                                              |
| Fuentes: Población 1993 y 2017                                               |